# 都島通

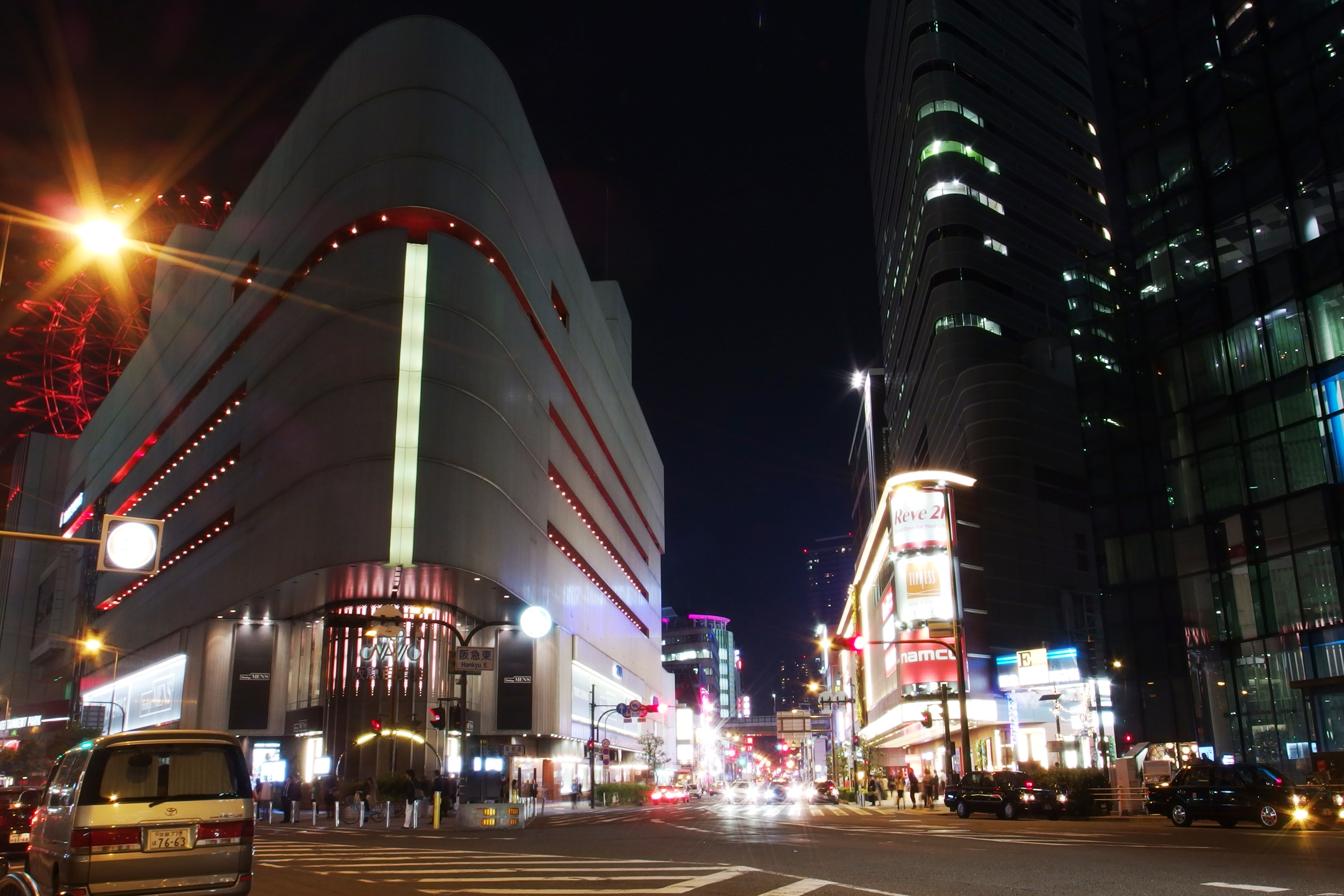
阪急東交差点

都島通（みやこじまどおり）は、大阪市北東部を東西に走る幹線道路の愛称で、大部分が主要地方道である。

## 概要
区間
- 阪急前交差点（大阪府大阪市北区角田町）から関目5交差点（同市旭区高殿）[1]の約5.1キロメートルで、全線に亘って片側2車線の計4車線を確保している。阪急前交差点から野江4交差点は大阪市道大阪環状線である。

主な交叉点
- 梅田に当たる阪急前交差点、阪急東交差点、堂山交差点をはじめ、五叉路を形成する天神橋6交差点や都島本通交差点、国道1号と交差する関目5交差点はとても賑やかである。
- 朝・夕のラッシュ時には天神橋6交差点（西行）、都島本通交差点、野江4交差点（東行）で渋滞しやすい[2]。

公共交通機関
- 全区間にわたり地下にOsaka Metro谷町線が開通している。都島本通交差点以西ではかつて大阪市電が走っていた。
- 天神橋6交差点から野江4交差点は路線バスが運行している。

## 沿線情報
地下を  Osaka Metro谷町線（東梅田駅 - 中崎町駅 - 天神橋筋六丁目駅 - 都島駅 - 野江内代駅 - 関目高殿駅）が通る。
北区
- 梅田駅
- 阪急百貨店うめだ本店
- HEP NAVIO
- ボートピア梅田
- 大東洋
- 天五中崎通商店街
- 行岡病院
- 佛照寺
- 天神橋筋商店街
- 大阪くらしの今昔館

都島区
- 桜之宮公園（広域避難場所）
- 府道801号大阪吹田自転車道線（北大阪サイクルライン）
- 桜宮リバーシティ
- 大阪市立総合医療センター
- 大阪府立都島工業高等学校
- 都島警察署
- 京街道
- 野江国道筋商店街[3]

旭区
- 旭国道筋商店街[3]

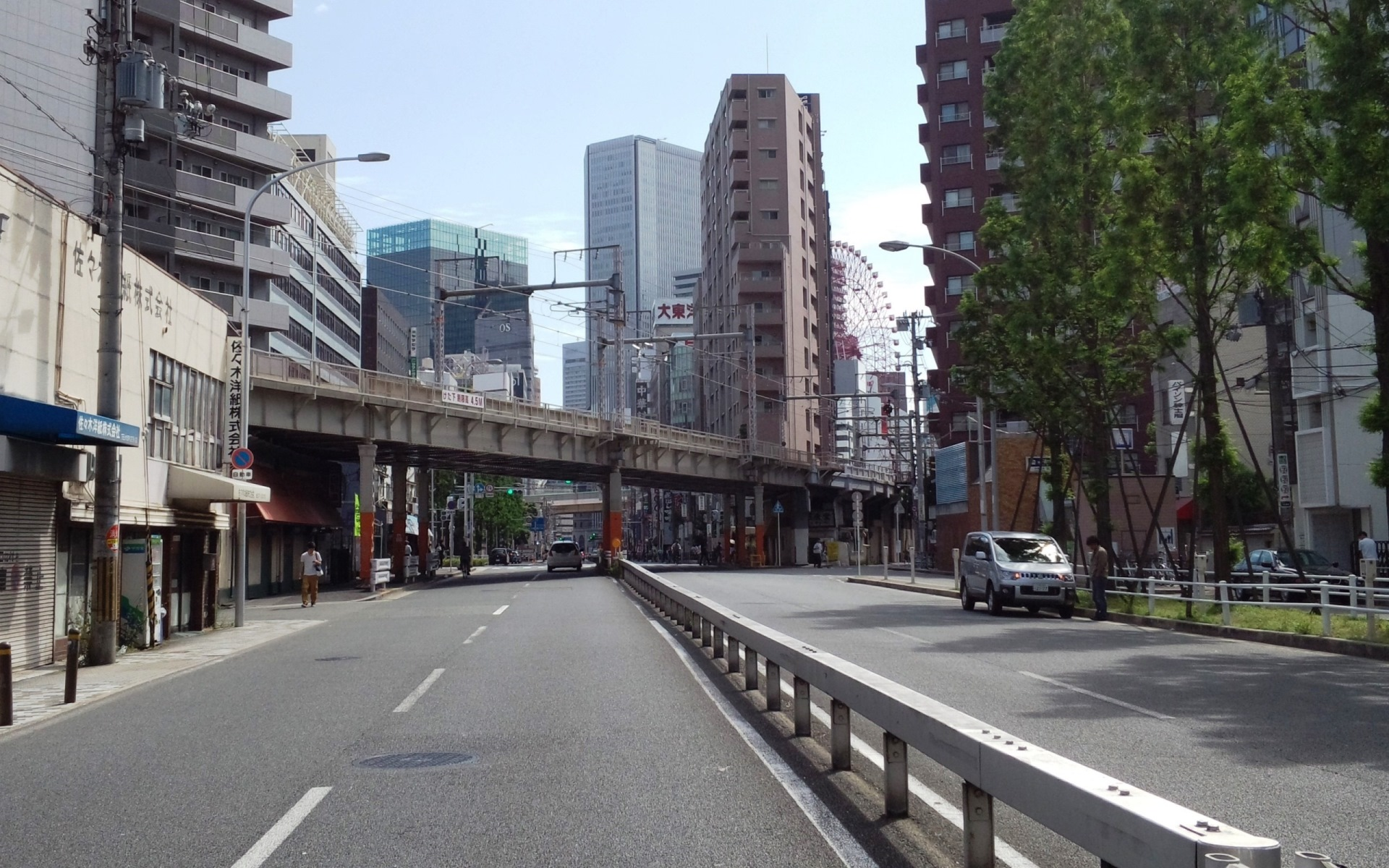
中崎西付近
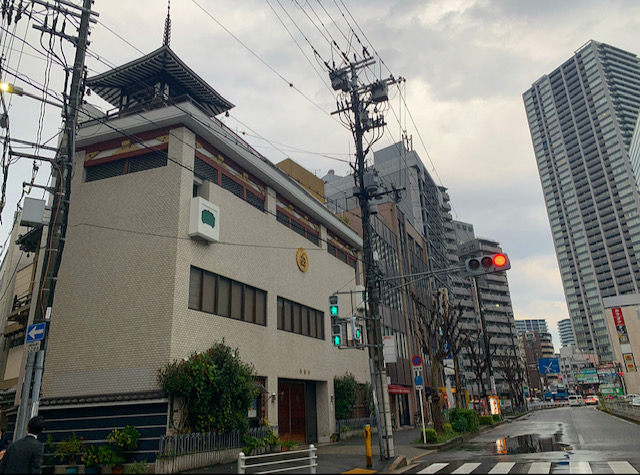
浮田付近にある佛照寺
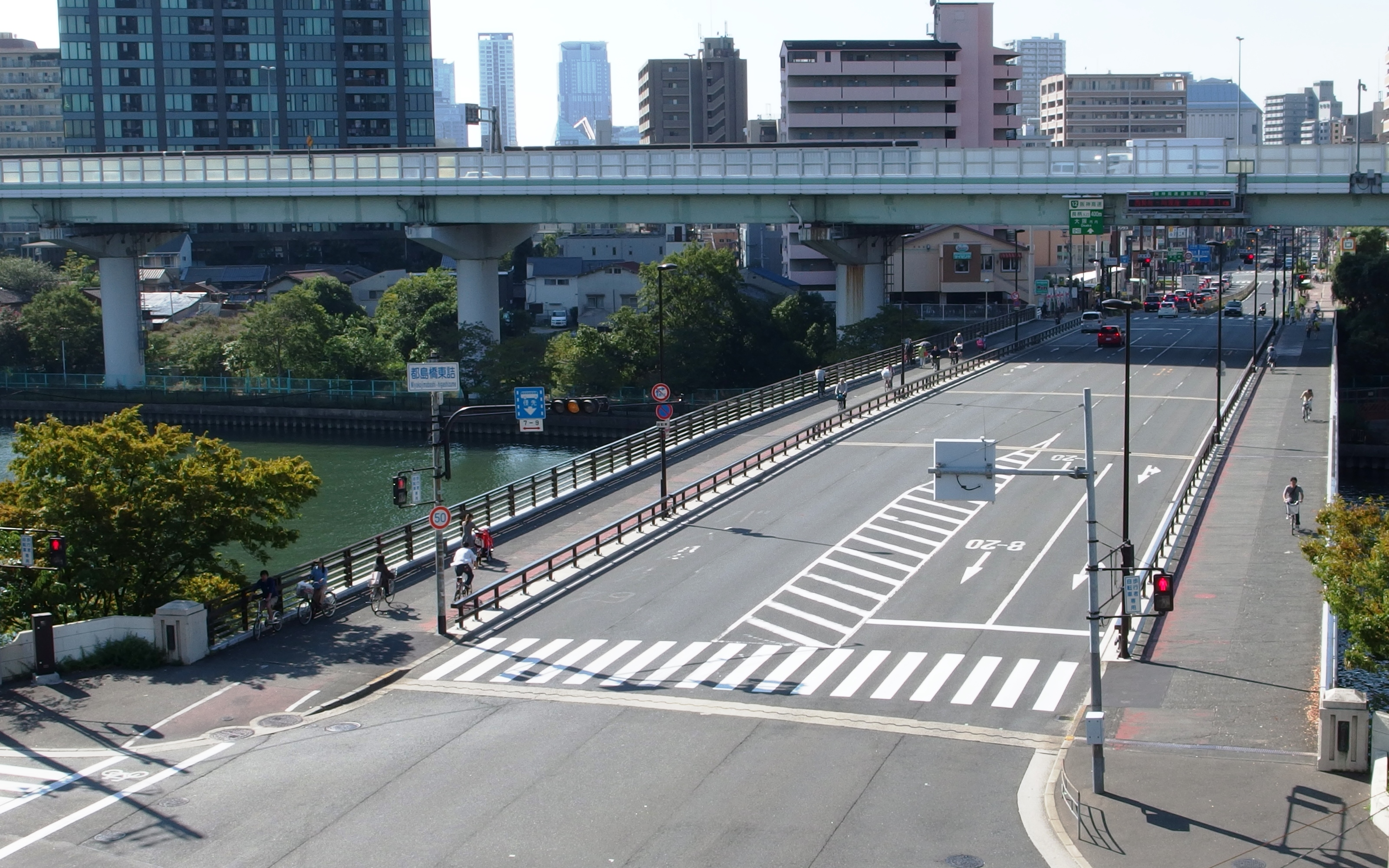
都島橋 橋より奥は北区

## 交差する道路
| 交差する道路など 南← 都島通 →北              | 交差する道路など 南← 都島通 →北 | 交差する場所 ・ランプ | 交差する場所 ・ランプ |
| -------------------------------------------- | ------------------------------- | --------------------- | --------------------- |
| 御堂筋 都計大阪駅前線 （梅田新道・難波方面） |                                 |                       |                       |
| 扇町通 都計大阪駅前線                        | 市道大阪環状線 重複=市道南北線  | 阪急前                | 北 区                 |
| 新御堂筋 国道423号                           | 新御堂筋 国道423号              | 堂山                  | 北 区                 |
| 天神橋筋 府道14号大阪高槻京都線              | 都計北野都島線                  | 天神橋6               | 北 区                 |
| 天神橋筋 府道14号大阪高槻京都線              | 天神橋筋 府道14号大阪高槻京都線 | 天神橋6               | 北 区                 |
| 天満橋筋 都計長柄堺線                        | 天満橋筋 都計新庄長柄線         | 樋之口町              | 北 区                 |
| 阪神高速12号守口線                           | —                               | 長柄出入口            | 北 区                 |
| 大川                                         | 大川                            | 都島橋                | 北 区                 |
| 大川                                         | 大川                            | 都島橋                | 都 島 区              |
| 市道赤川天王寺線                             | 市道赤川天王寺線                | 都島本通              |                       |
| 市道上新庄生野線                             | 城北筋 市道上新庄生野線         | 野江4                 |                       |
| 市道大阪環状線                               | 城北筋 市道上新庄生野線         | 野江4                 |                       |
| 国道1号 重複=R163                            | 国道1号                         | 関目5                 | 旭 区                 |
| 国道163号                                    | 国道1号                         | 関目5                 | 旭 区                 |
| 府道161号深野南寺方大阪線（千林商店街方面）  |                                 |                       |                       |

## バス停
以下のバス停はすべて大阪シティバスのものである。
- 天神橋6丁目
- 長柄国分寺
- 都島橋
- 都島本通1丁目
- 総合医療センター前
- 地下鉄都島
- 都島本通4丁目
- 都島本通5丁目
- 地下鉄野江内代

## 交通量
平日24時間交通量（2005年度）
- 大阪市北区中崎1丁目：21,117
- 大阪市都島区都島北通1丁目：28,432